# Le Poët-Célard
Le Poët-Célard ist eine französische Gemeinde mit 147 Einwohnern (Stand 1. Januar 2022) im Département Drôme in der Region Auvergne-Rhône-Alpes. Die Bewohner werden Poëterots und Poëterotes genannt.

## Geografie
Le Poët-Célard liegt im Arrondissement Die und im Kanton Dieulefit, zentral im Département Drôme. Die Gemeinde liegt zwischen 351 und 744 m und befindet sich ca. drei Kilometer nordwestlich von Bourdeaux und 28 km östlich von Montélimar (Angaben in Luftlinie). Die Dorfsiedlung liegt in einer kleinen Talsenke und ist teilweise von Wald umschlossen. 

### Dorfbild
Der alte Dorfkern liegt auf einem kleinen Hügel, auf 543 m, und besteht aus typischen südfranzösischen Steinhäusern und der Burg Saint-André mit ihren gut erhaltenen Ringmauern; diese wurde im Spätmittelalter erbaut. Die römisch-katholische Kirche rundet das intakte Dorfbild ab.

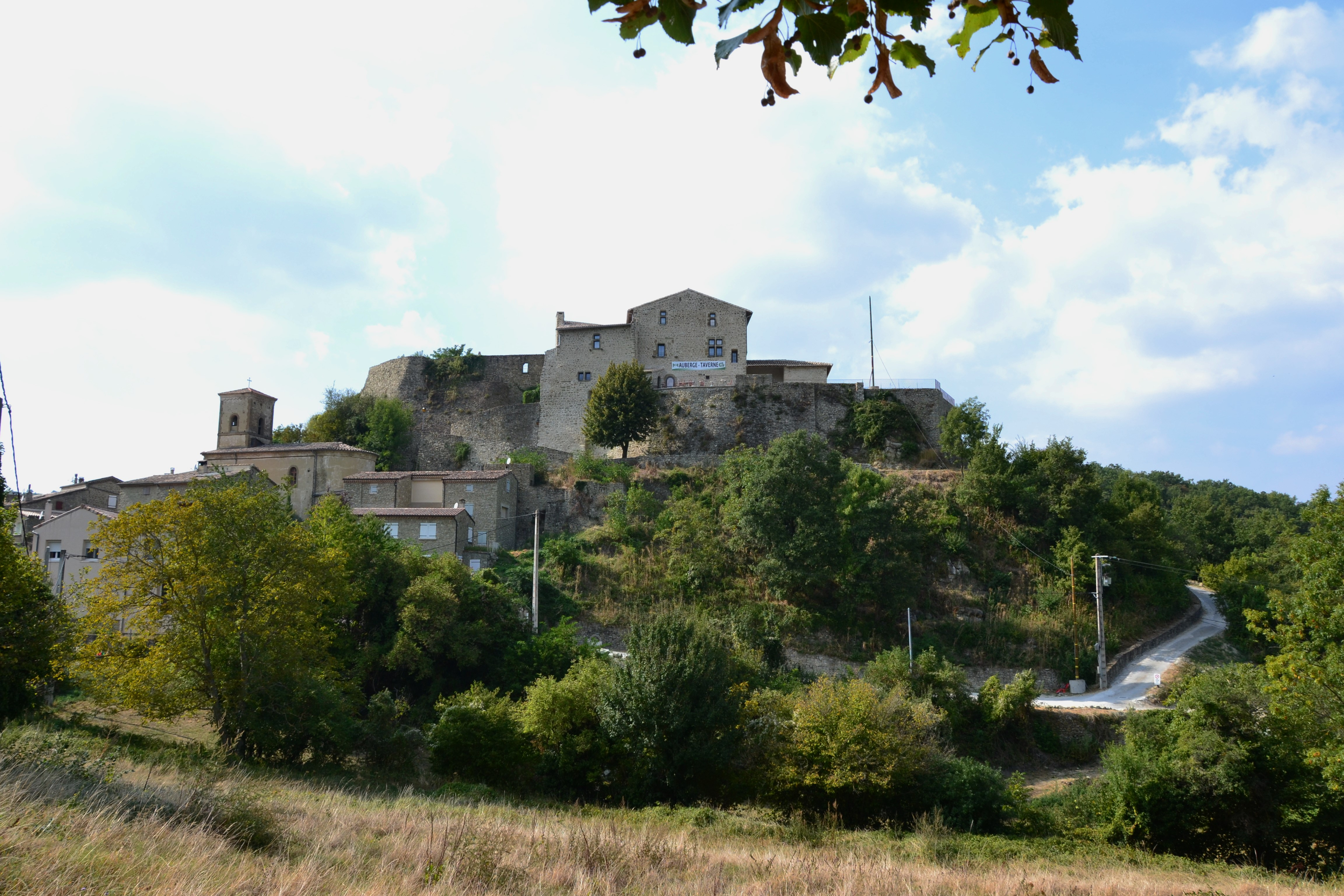
Blick auf Le Poët-Célard
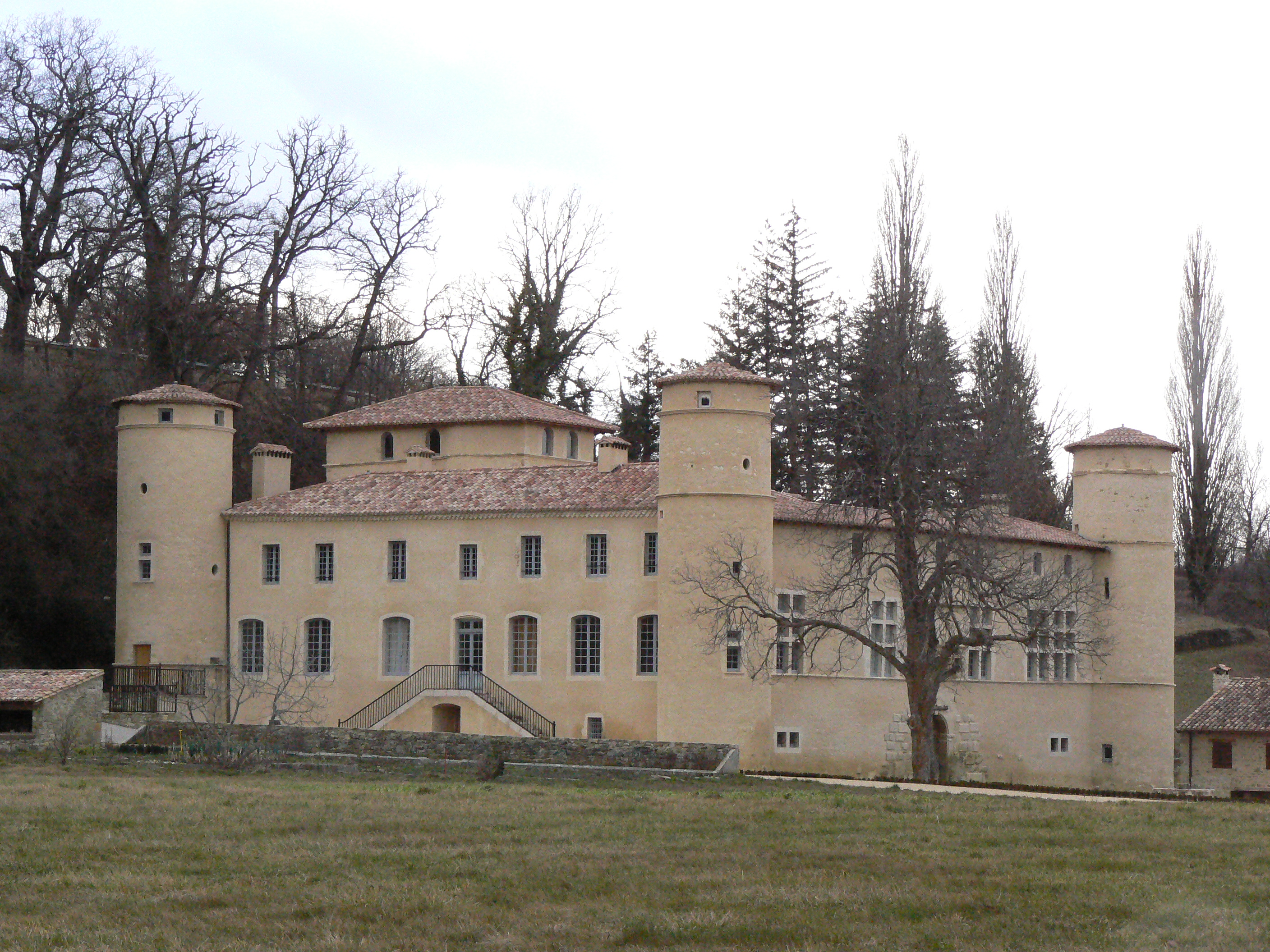
Burg Saint-André
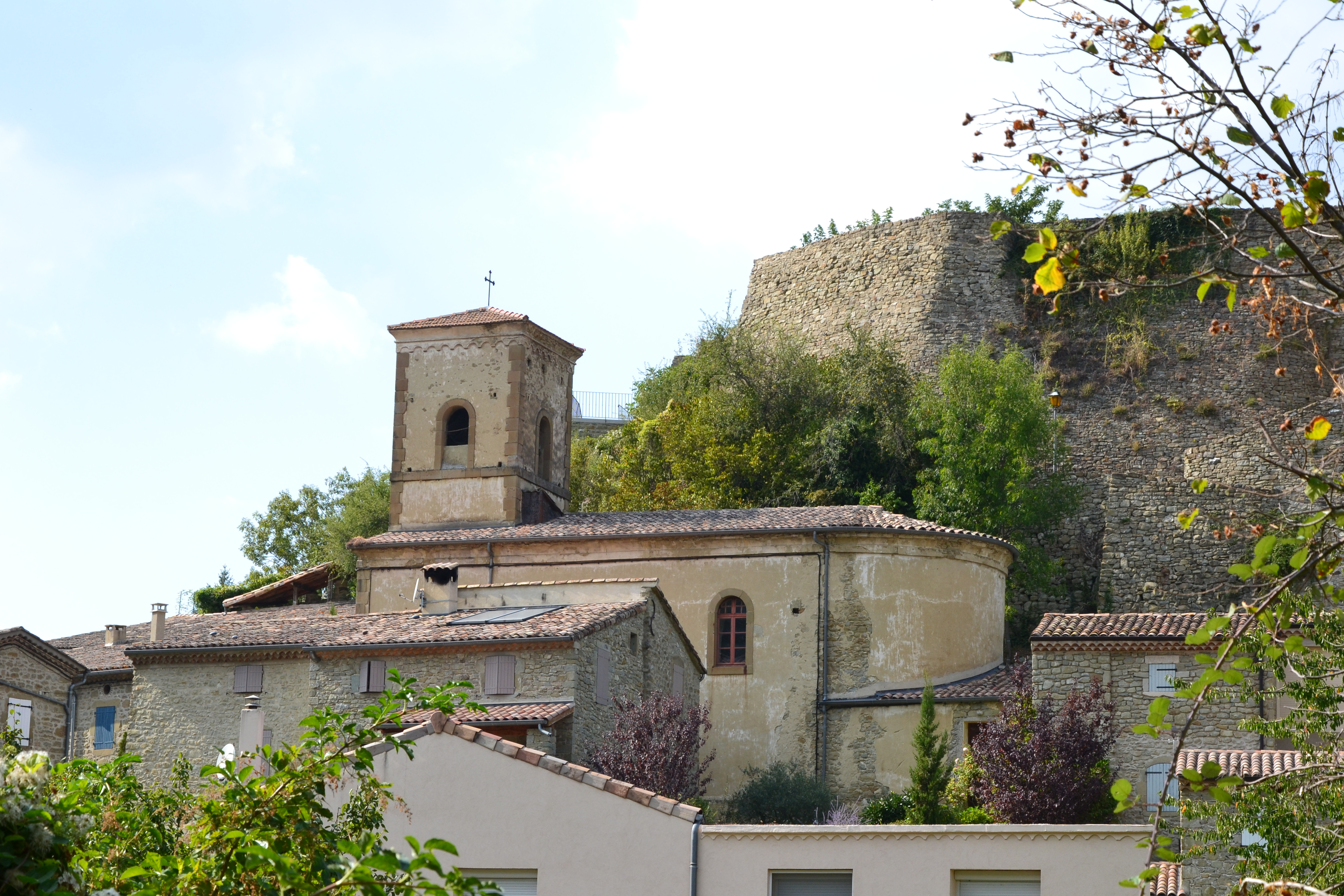
Ehemalige Kirche Sainte-Foy, heute Gemeindesaal
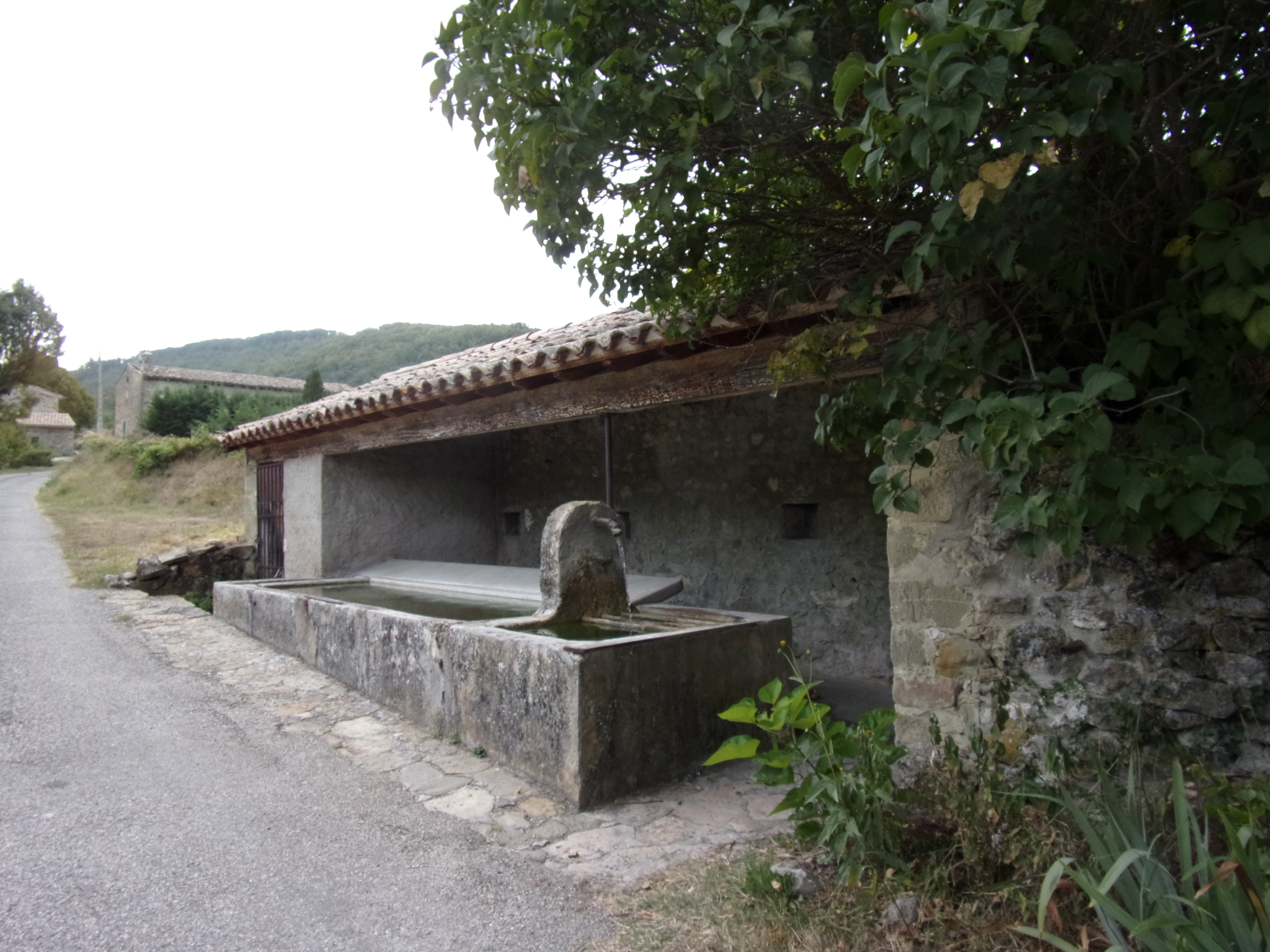
Lavoir
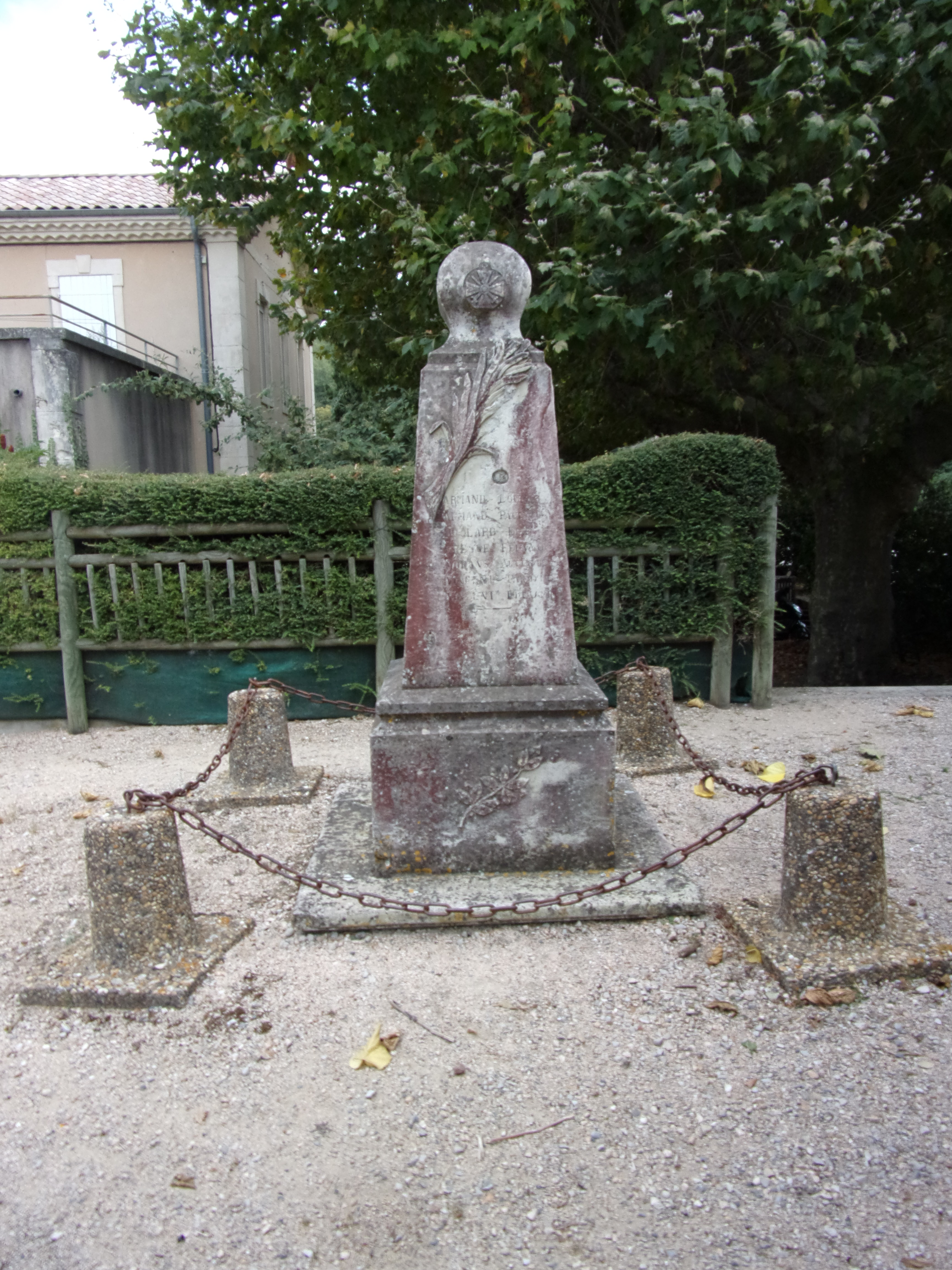
Gefallenendenkmal

## Bevölkerungsentwicklung
| Jahr                       | 1962 | 1968 | 1975 | 1982 | 1990 | 1999 | 2006 | 2016 |
| Einwohner                  | 176  | 162  | 150  | 137  | 142  | 145  | 128  | 126  |
| Quellen: Cassini und INSEE |      |      |      |      |      |      |      |      |

Le Poët-Célard ist mit 147 Einwohnern (Stand 1. Januar 2022) eine der kleineren Gemeinden im Département Drôme.